# Belarusbank
Belarusbank (en bielorruso: Беларусбанк) es el mayor banco comercial de Bielorrusia. En diciembre de 2013 se publicó que el gobierno de Bielorrusia se disponía a vender acciones de propiedad estatal de Belarusbank, lo que sería la primera oferta pública de venta (OPV) internacional sobre una empresa bielorrusa.
En junio de 2021, la Unión Europea impuso sanciones contra Belarusbank. En agosto del mismo año, Suiza se sumó a las sanciones de la UE.
Ucrania impuso sanciones contra el banco en octubre de 2022, y contra su filial ASB Leasing en enero de 2023. En 2022 y 2023, el banco estuvo sujeto a sanciones canadienses.